# (3678) Mongmanwai
(3678) Mongmanwai (1966 BO) – planetoida z pasa głównego asteroid okrążająca Słońce w ciągu 4,08 lat w średniej odległości 2,55 au Odkryta 20 stycznia 1966 roku.